# Aeroportul Diamantina
Aeroportul Diamantina (IATA: DTI, ICAO: SNDT) este un aeroport din Minas Gerais, Brazilia ce deservește zona Diamantina. Aeroportul a fost tranzitat în 2019 de 308 pasageri. A fost numit după zona deservită.
Situat la o altitudine de 1.356 m, aeroportul dispune de 1 pistă.

## Infrastructură

### Piste
Aeroportul dispune de o singură pistă. Pista 3/21 are suprafața de asfalt și dimensiunile 1.450 m × 30 m. 